# Ligne de Villeneuve-sur-Lot à Falgueyrat
La ligne de Villeneuve-sur-Lot à Falgueyrat est une ligne ferroviaire française, qui reliait les gares de Villeneuve-sur-Lot et de Falgueyrat (commune de Plaisance).
Actuellement, toute la ligne a été déferrée.

## Histoire
La loi du 17 juillet 1879 (dite plan Freycinet) portant classement de 181 lignes de chemin de fer dans le réseau des chemins de fer d’intérêt général retient en no 110, une ligne de « Villeneuve-sur-Lot à Tonneins et à Falgueyrat ».
La Compagnie du chemin de fer de Paris à Orléans obtient par une convention signée avec le Ministre des travaux publics le 17 juin 1892 la concession à titre éventuel de la ligne de Villeneuve-sur-Lot à Falgueyrat. Cette convention a été entérinée par une loi le 20 mars 1893.
Cette ligne est déclarée d'utilité publique par une loi le 11 janvier 1901, rendant par la même la concession définitive.
La section de Castillonnès à Casseneuil est déclassée par une loi le 30 novembre 1941.
La section de Castillonnès à Falgueyrat (PK 667,789 à 674,385) est déclassée par décret le 12 novembre 1954.